# Cratere Brunelleschi
Brunelleschi è un cratere d'impatto presente sulla superficie di Mercurio, a 8,92° di latitudine sud e 22,43° di longitudine ovest. Il suo diametro è pari a 128,57 km.
Il cratere è stato battezzato dall'Unione Astronomica Internazionale in onore dell'architetto fiorentino Filippo Brunelleschi.